# E2 (trasa europejska)
E2 – byłe oznaczenie drogi międzynarodowej w Europie w latach 1950–1983, prowadzącej z Wielkiej Brytanii przez Francję i Szwajcarię do Włoch.
Droga E2 miała ustalony przebieg Londyn – Lozanna – Mediolan – Brindisi.
Oznaczenie to obowiązywało do początku lat 80., kiedy wprowadzono nowy system numeracji tras europejskich. Od tamtej pory numer E2 pozostaje nieużywany.

## Historyczny przebieg E2
Lista dróg opracowana na podstawie materiału źródłowego
| Wielka Brytania                   | - droga nr 20: London – Maidstone - autostrada M20: Maidstone - droga nr 20: Maidstone – Ashford – Folkestone – Dover |
| przeprawa promowa przez La Manche | |
| Francja                           | - droga nr 43: Calais – Béthune - droga nr 937: Béthune – Arras – Péronne - droga nr 29: Péronne – Saint-Quentin - droga nr 44: Saint-Quentin – Laon – Reims – Châlons-sur-Marne – Vitry-le-François - droga nr 4: Vitry-le-François – Saint-Dizler - droga nr 67: Saint-Dizler – Joinville – Langres – Longeau - droga nr 74: Longeau – Dijon - droga nr 5: Dijon – Dole – Mount-sous-Vadrey - droga nr 472: Mount-sous-Vadrey – Mouchard - droga nr 72: Mouchard – Levier – Pontarlier - droga nr 67: Pontarlier – Les Hôpitaux-Neufs – granica ze Szwajcarią |
| Szwajcaria                        | droga nr 9: granica z Francją – Lausanne – Vevey – Montreux – Saint-Maurice – Sion – Sierre – Visp – Simplon – Gondo – granica z Włochami |
| Włochy                            | - droga nr 33: granica ze Szwajcarią – Iselle – Domodossola – Gravellona Toce – Arona – Sesto Calende - autostrada E2: Sesto Calende – Gallarate – Milano - autostrada A1: Milano – Melegnano – Piacenza – Parma – Modena – Bologna - autostrada A14: Bologna – Cesena – Rimini – Fano – Ancona – Pescara – Foggia – Canosa di Puglia – Bitonto - droga nr 16: Bitonto – Bari – Monopoli – Fasano - droga E2: Fasano – Brindisi |